# Politiezone Kempen Noord-Oost
De Politiezone Kempen Noord-Oost, afgekort KeNO, (zonenummer 5367) is een Belgische politiezone die werkt in de Antwerpse gemeenten Arendonk, Ravels en Retie. De zone telt ongeveer 40.000 inwoners (2018) en beslaat een oppervlakte van 198,76 km². De politiezone behoort tot het gerechtelijk arrondissement Antwerpen.
Het hoofdkantoor van de politiezone is gevestigd aan de Wippelberg 1A in Arendonk.
Het korps bestaat uit 4 officieren, 13 hoofdinspecteurs, 45 inspecteurs, 1 agent en 16 burgerpersoneelsleden. Dit geeft 79 fte.
De zone wordt geleid door korpschef Katrien Goffings.

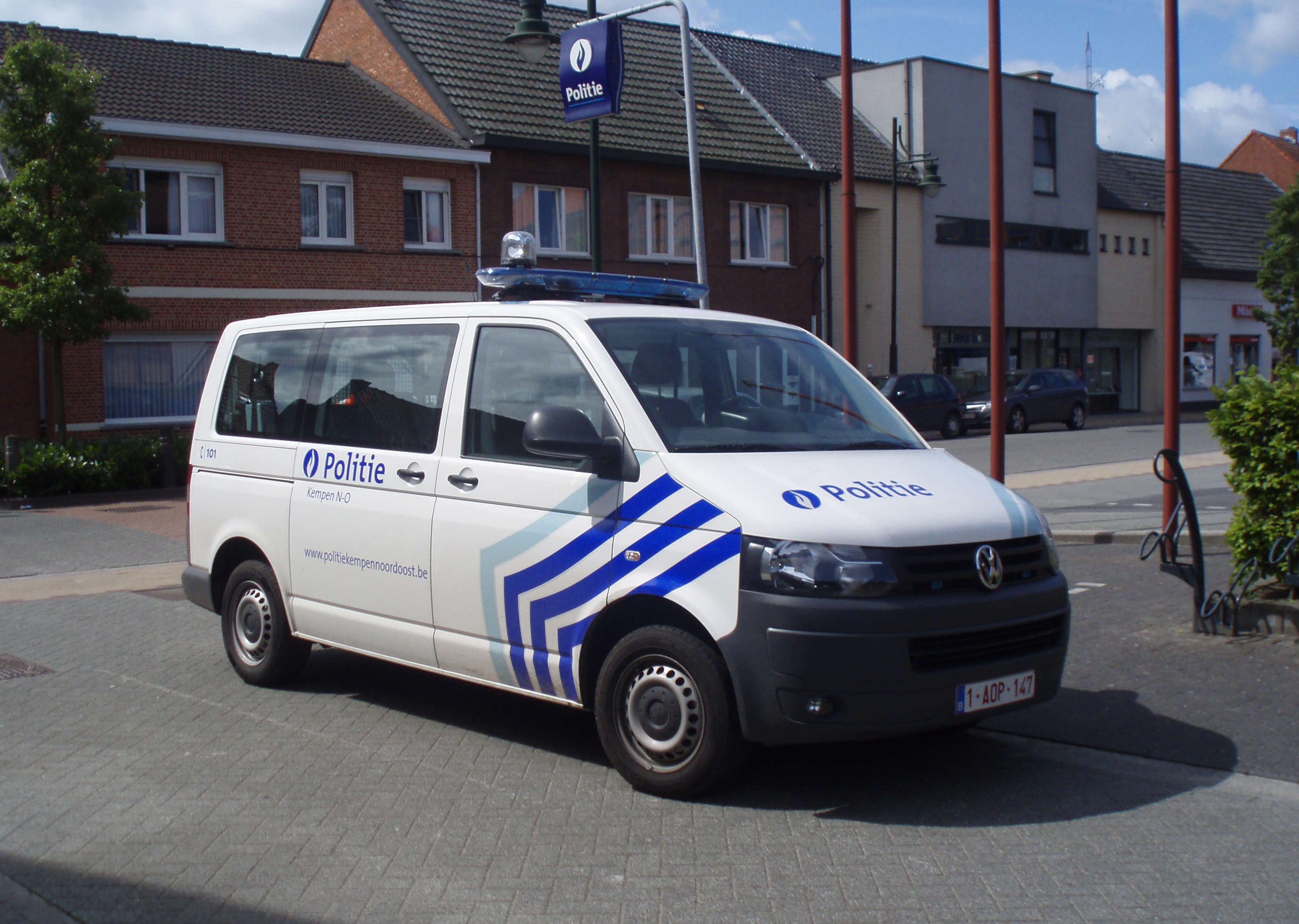
Interventievoertuig van de zone Kempen Noord-Oost.

| Periode    | Korpschef                   |
| ---------- | --------------------------- |
| 2002-2003  | Richard Wils                |
| 2003-2015  | Daniël Hannes               |
| 2015-2017  | Nico Meulemans (waarnemend) |
| 2017-heden | Katrien Goffings            |

## Kantoren
- Hoofdpost Arendonk
  - Wijkpost Retie
  - Wijkpost Ravels